# (7853) Confucius
(7853) Confucius ist ein Asteroid des äußeren Hauptgürtels, der am 29. Januar 1973 von dem niederländischen Astronomenehepaar Cornelis Johannes van Houten und Ingrid van Houten-Groeneveld entdeckt wurde. Die Entdeckung geschah im Rahmen der Zweiten Trojaner-Durchmusterung, bei der von Tom Gehrels mit dem 120-cm-Oschin-Schmidt-Teleskop des Palomar-Observatoriums (IAU-Code 675) aufgenommene Feldplatten an der Universität Leiden durchmustert wurden.
Benannt wurde er am 5. Oktober 1998 nach dem chinesischen Philosophen der Östlichen Zhou-Dynastie Konfuzius (551 v. Chr.–479 v. Chr.), dessen Lehren die menschliche Ordnung zum zentralen Thema hatten, die seiner Meinung nach durch Achtung vor anderen Menschen und Ahnenverehrung erreichbar sei.